# 11月24日
11月24日是公历一年中的第328天（闰年第329天），离全年的结束还有37天。

## 大事记

### 19世紀以前
- 642年：西奧多一世当选为教宗。
- 1354年：元朝中书右丞相脱脱将张士诚围困在高邮，关键时刻，元朝却解除了脱脱一切职务，使张士诚免于灭亡。
- 1542年：英軍在索維莫斯戰役中俘虜了約1200名蘇格蘭人。
- 1642年：荷蘭東印度公司探險家阿貝爾·塔斯曼領導的團隊發現今澳洲塔斯馬尼亞島。
- 1650年：平南王尚可喜的漢族軍隊攻陷廣州城，展開長達十二日的「廣州大屠殺」，據載亡者高達七十萬。

### 19世紀
- 1859年：英國博物學家查爾斯·達爾文首次出版演化相關著作《物種起源》，當天便全數賣出。
- 1867年：美国人约瑟夫·格利登发明的有刺铁丝网获得专利。
- 1894年：孫中山在檀香山创立兴中会。

### 20世紀
- 1934年：土耳其大国民议会授予穆斯塔法·凯末尔“阿塔图尔克”之姓，意为“土耳其之父”。
- 1940年：第二次世界大战：斯洛伐克第一共和国簽署三国同盟條约加入轴心国。
- 1944年：美国人哈羅德·尤里采用气体扩散法成功生产铀235。
- 1944年：美国空军第73航空师由北马里亚纳群岛出发，开始首次轰炸东京的任务。
- 1951年：中国公布第一套广播体操。
- 1960年：瑞典生物学家卡爾-果蘭·許登（英语：Carl-Göran Hedén）提出记忆分子学说。
- 1963年：被控刺杀美国总统约翰·肯尼迪的李·哈维·奥斯华在电视直播中遭枪杀，并促成后来的肯尼迪遇刺阴谋论。
- 1965年：剛果民主共和國國民軍總司令蒙博托·塞塞·塞科發動政變，推翻總統約瑟夫·卡薩武布。
- 1969年：恒生银行开始发布反映香港股市行情的恒生指数。
- 1966年：保加利亚一架客机在布拉迪斯拉发坠毁（英语：TABSO Flight 101），82人遇难。
- 1970年：中华人民共和国与埃塞俄比亚建交。
- 1971年：美國著名劫機犯「D·B·庫柏」獲得20萬美元贖款後，自太平洋西北地區上空跳下而消失。
- 1974年：考古學家在衣索比亞發現距今320萬年前的阿法南方古猿骨架，並稱呼為「露西」。
- 1976年：毛主席纪念堂奠基仪式在北京天安门广场举行。
- 1976年：土耳其東部發生Ms 7.3地震，摧毀該地區80%的建築物，造成至少4,000人傷亡。
- 1987年：香港亞洲電視大廈四級大火。
- 1991年：英國皇后樂隊主唱病逝，終年45歲。
- 1992年：從廣州前往广西壯族自治區桂林市的中国南方航空3943號班機在阳朔县坠毁，機上133名乘客和8名機組人員全部罹難。
- 1992年：美军撤离苏比克海军基地，将其交还给菲律宾。
- 1998年：美国在线收购网景，第一次浏览器战争结束。
- 1999年：山东烟大汽车轮渡股份有限公司“大舜”号滚装船在烟台市附近海域遇难，280人遇难或失踪。

### 21世紀
- 2001年：十字航空3597号班机空难在瑞士發生。
- 2012年：孟加拉國首都達卡一家服裝廠發生大火，造成至少112人喪生，200人受傷。
- 2012年：浙江省的第一条地铁线路——杭州地铁1号线正式开通试运营。
- 2013年：伊朗与核问题六国签署《伊朗核问题临时协议》，同意以限制核能发展的代价换取减少对本国的经济制裁。
- 2015年：土耳其空军击落两架涉嫌进入土耳其领空的俄罗斯战机。
- 2016年：哥伦比亚政府与哥伦比亚革命武装力量－人民军签署修改后的和平协议，结束了长达50年的哥倫比亞內戰。
- 2016年：中国江西省宜春市丰城市丰城电厂3期在建项目冷却塔施工平桥吊发生坍塌事故，造成73死2伤
- 2018年：2018年中華民國直轄市長及縣市長選舉和2018年中華民國地方公職人員選舉，並同時舉行2018年中華民國全國性公民投票。
- 2018年：非洲烏干達首都坎帕拉附近維多利亞湖上一艘遊船沉没，最少三十人死亡，數十人失蹤。[1]
- 2019年：2019年香港區議會選舉，選舉人數創下香港史上新高，共有2,943,842名登記選民投票，投票率71.23%，民主派在高投票率下，亦首次壓倒性在多個選區大獲全勝，取得全港整體過半數議席（389席）；而建制派和鄉事派則遭遇空前慘敗（59席）。
- 2021年：美國國家航空暨太空總署發射將撞擊小行星65803的雙小行星改道測試探測器，藉此測試避免小行星撞擊技術。
- 2021年：瑞典議會選出社會民主工人黨領袖瑪格達萊娜·安德松為新任首相，但在數個小時後辭職下臺。
- 2022年：希望联盟主席安华与今日在国家皇宫宣誓成为第十任首相。
- 2022年：中国新疆乌鲁木齐天山区吉祥苑小区发生重大火灾，楼内居民因嚴重特殊傳染性肺炎封控措施无法逃生，消防救援人员也不能及时展开救援，最终造成致10死9伤，并引发后续白紙運動。
- 2024年：中華臺北在世界棒球12強賽決賽以4比0擊敗日本，歷史性取得首個世界賽冠軍。

## 出生
- 1394年：查理一世，法國宮廷詩人、奧爾良公爵（1465年逝世）
- 1632年：巴魯赫·斯賓諾莎，荷蘭哲學家（1677年逝世）
- 1642年：圖爾維爾，法國海軍上將、貴族（1701年逝世）
- 1655年：卡尔十一世，瑞典國王（1697年逝世）
- 1724年：瑪麗亞·阿瑪莉亞，西班牙王后（1760年逝世）
- 1729年：亚历山大·苏沃洛夫，俄國大元帥，神聖羅馬帝國伯爵、雷姆尼克伯爵、義大利親王（1800年逝世）
- 1745年：瑪麗亞·路易莎，神聖羅馬帝國皇后、西班牙公主（1792年逝世）
- 1784年：，美國政治人物，第12任美國總統（1850年逝世）
- 1806年：威廉·艾利斯，英國聖公會牧師，橄欖球運動創始人（1872年逝世）
- 1826年：卡洛·科洛迪，義大利儿童文學作家，《木偶奇遇記》作者（1890年逝世）
- 1848年：張佩綸，中國晚清名臣（1903年逝世）
- 1849年：法蘭西絲·柏納特，英裔美籍劇作家、童話故事作家（1924年逝世）
- 1864年：亨利·德·土魯斯-羅特列克，法國貴族，後印象派畫家，近代海報設計與石版畫藝術先驅（1901年逝世）
- 1869年：安東尼奧·卡爾莫納，葡萄牙元帥、政治家（1951年逝世）
- 1873年：尤里·馬爾托夫，俄羅斯共產主義革命家，孟什維克領導人（1923年逝世）
- 1877年：阿爾本·W·巴克利，美國政治人物，第35任美國副總統（1956年逝世）
- 1884年：伊扎克·本-兹维，以色列政治人物，第2任以色列總統（1963年逝世）
- 1887年：埃里希·馮·曼施坦因，德國陸戰元帥、軍事家（1973年逝世）
- 1888年：，美國人際關係學大師，西方現代人際關係教育奠基人（1955年逝世）
- 1889年：黑田長禮，日本鳥類學家、政治人物（1978年逝世）
- 1898年：查理·盧西安諾，義大利裔美國黑幫，拉斯維加斯開基者（1962年逝世）
- 1898年：刘少奇，中国革命家、政治家（1969年逝世）
- 1899年：闻一多，中国诗人及学者（1946年逝世）
- 1899年：索拉亚·塔齐，阿富汗王后（1968年逝世）
- 1911年：邢其毅，中国有机化学家（2002年逝世）
- 1912年：泰迪·威爾森，美國爵士樂鋼琴手（1986年逝世）
- 1924年：維克多·格里尼克，美國半導體工業先驅、矽谷創建八叛逆之一（2000年逝世）
- 1925年：小威廉·F·巴克利，美國媒體人、作家、保守主義政治評論家，《國家評論》創辦人（2008年逝世）
- 1925年：西蒙·范德梅尔，荷蘭物理學家，1984年諾貝爾物理學獎得主（2011年逝世）
- 1926年：李政道，華裔美國物理學家，1957年諾貝爾物理學獎得主（2024年逝世）
- 1927年：阿玛杜·库鲁马，象牙海岸作家（2003年逝世）
- 1932年：素珠，台灣女演員
- 1934年：阿尔弗雷德·施尼特凯，蘇聯、俄羅斯猶太作曲家、音樂理論家（1998年逝世）
- 1937年：簡炳墀，香港政治人物，練馬師（2021年逝世）
- 1938年：派屈克·史賓賽·約翰遜，美國醫生、作家（2017年逝世）
- 1938年：魏宗萬，中國演員
- 1938年：奧斯卡·羅伯遜，美國NBA聯盟職業籃球運動員
- 1939年：舍普夫林·捷爾吉，匈牙利政治家，曾任歐洲議會議員（2021年逝世）
- 1941年：阿卜杜勒卡德爾·本薩拉赫，阿爾及利亞政治人物，代理阿爾及利亞總統（2021年逝世）
- 1942年：比利·康諾利，蘇格蘭男演員、藝人
- 1942年：讓·平，加彭華裔政治人物、外交官
- 1943年：戴夫·賓，美國NBA聯盟職業籃球運動員
- 1944年：坎迪·达琳，美國變性人演員（1974年逝世）
- 1944年：易卜拉欣·甘巴里，奈及利亞政治家、現任聯合國副秘書長
- 1946年：泰德·邦迪，美國連環殺手（1989年逝世）
- 1948年：王晋康，中国科幻作家
- 1948年：魯迪·湯加諾維奇，美國職業籃球運動員、教練
- 1949年：皮埃爾·布約亞，蒲隆地政治人物，第3任蒲隆地總統（2020年逝世）
- 1954年：艾米爾·庫斯杜力卡，塞爾維亞電影導演
- 1955年：林瑞麟，香港第5任政務司司長
- 1955年：納吉布·米卡提，黎巴嫩政治家、商人，前任黎巴嫩總理
- 1956年：李中漢，華裔美國化學家
- 1959年：大塚明夫，日本男性聲優
- 1961年：达基尤丁·哈山，马来西亚首相署部长，伊斯兰党党员
- 1961年：阿蘭達蒂·羅伊，印度作家、社會運動人士、左派知識份子
- 1968年：yukihiro，日本樂團彩虹樂團鼓手
- 1968年：阿努拉·库马拉·迪萨纳亚克，斯里蘭卡政治人物，現任斯里蘭卡總統
- 1968年：比倫特·科爾克馬兹，土耳其足球運動員
- 1969年：王彩樺，台灣演員
- 1969年：戴维·阿迪昂，諾魯政治人物，現任諾魯總統
- 1971年：權五中，韓國演員
- 1973年：J·C·錢德爾，美國電影導演、編劇、製片人
- 1974年：丘凱敏，香港女藝人
- 1974年：山本太郎，日本演員、左翼政客
- 1974年：斯蒂芬·默切特，英國作家、導演、電台主持人、演員
- 1976年：陳露，中國花样滑冰運動員
- 1976年：柯洛里·法吉特，法國導演、製片人
- 1977年：林佑威，台灣演員
- 1977年：柯林·漢克斯，美國演員
- 1978年：沈旭暉，香港學者、教授、作家
- 1978年：李晨，中國男演員
- 1978年：高英軒，台灣男演員
- 1978年：趙詠賢，香港女子壁球運動員
- 1978年：凱瑟琳·海格，美國演員
- 1979年：陳逸寧，香港女演員
- 1979年：王瀅，台灣藝人
- 1979年：，西班牙足球運動員
- 1982年：吳慷仁，台灣演員
- 1983年：張智倫，臺灣政治人物
- 1983年：甸恩·艾殊頓，英國前足球運動員
- 1983年：塔蒂安娜·聖多明哥，哥倫比亞名媛
- 1984年：衛詩雅，香港女藝人
- 1986年：菊梓喬，香港女歌手
- 1986年：鄭恩彩，韓國女演員
- 1986年：柏度·利安，西班牙足球運動員
- 1987年：丸山美紀，日本女性聲優
- 1988年：李唯楓，台灣男歌手
- 1988年：林孝親，台灣配樂作曲家、錄混音師
- 1988年：木村翔，日本拳擊手
- 1990年：陳子玄，台灣女演員
- 1990年：莎拉·海蘭，美國女演員
- 1992年：李皓晴，香港女子乒乓球運動員
- 1994年：陳柱亨，韓國男演員
- 1994年：朴慧秀，韓國女演員
- 1995年：千本木彩花，日本女性聲優
- 1997年：何昶希，中國男子偶像團體UNINE成員
- 1998年：姜賢求，韓國男子偶像樂團ONEWE成員
- 生年不詳：山口令悟，日本男性聲優
- 2006年：余宇涵，時代峰峻旗下藝人

## 逝世
- 561年：齊孝昭帝高演，北齊皇帝（535年出生）
- 654年：孝德天皇，日本第36代天皇（596年出生）
- 1572年：約翰·諾克斯，蘇格蘭基督教喀爾文派牧師，蘇格蘭宗教改革領導人（1514年出生）
- 1661年：鄭芝龍，明朝海盜、官員（1604年出生）
- 1741年：烏爾麗卡·埃莉諾拉，瑞典女王（1688年出生）
- 1838年：伯多祿·博里，法國天主教傳教士（1808年出生）
- 1914年：萊昂·瓦蘭特，法國動物學家（1834年出生）
- 1916年：海勒姆·马克沁，美国工程师，马克沁机枪发明者（1840年出生）
- 1923年：刘伯明，中国现代哲学家（1887年出生）
- 1929年：乔治·克列孟梭，法國政治人物，前任法国总理（1841年出生）
- 1934年：吉鴻昌，抗日名將（1895年出生）
- 1940年：西園寺公望，日本政治人物、教育家，第12、14任內閣總理大臣（1849年出生）
- 1943年：多里斯·米勒，美國海軍非裔美國人廚師（1919年出生）
- 1963年：李·哈維·奧斯瓦爾德，美國前海軍陸戰隊隊員，被認為是甘迺迪遇刺案主兇（1939年出生）
- 1966年：向达，中国历史学家及翻译家（1900年出生）
- 1980年：亨麗埃塔·希爾·斯沃普，美國天文學家（1902年出生）
- 1982年：王雪涛，中国画家（1903年出生）
- 1982年：李健吾，作家、戲劇家、文學翻譯家（1906年出生）
- 1982年：老巴拉克·歐巴馬，肯尼亚經濟學家（1936年出生）
- 1990年：多迪·史密斯，英國兒童文學作家、劇作家，代表作《第101隻斑點狗》（1896年出生）
- 1991年：佛萊迪·摩克瑞，英國歌星（1946年出生）
- 1993年：周培源，中國理論物理學家（1902年出生）
- 2003年：赛福鼎·艾则孜，中国政治人物（1915年出生）
- 2004年：黃霑，香港著名填词人及作家（1941年出生）
- 2005年：趙明哲，臺灣男性配音員（1964年出生）
- 2009年：沙馬·順達衛，泰國政治人物，第25任泰國總理（1935年出生）
- 2009年：陳鴻烈，香港男演員（1943年出生）
- 2010年：安妮·李·庫珀，美國民權活動家（1910年出生）[2]
- 2010年：黄华，中国外交官（1913年出生）
- 2013年：大目仔，台灣女演員、節目主持人（1961年出生）
- 2018年：施教耐，中国植物学家（1920年出生）
- 2019年：薄洁莹，薄熙来二姊（1946年出生）
- 2019年：家博，澳大利亞政治學者（1943年出生）
- 2019年：具荷拉，韓國女子團體KARA成員（1991年出生）
- 2020年：馬馬杜·坦賈，尼日政治人物，第7任尼日總統（1938年出生）
- 2022年：佐川一政，日本殺人犯、食人者和戀屍癖者（1949年出生）
- 2022年：伯耶·薩爾明，瑞典職業冰球運動員（1951年出生）
- 2022年：李靖飛，中國男演員（1957年出生）
- 2023年：喬治·科恩，美國裔加拿大商人、律師（1937年出生）
- 2024年：葉嘉瑩，華裔加拿大詩人、漢學家（1924年出生）
- 2024年：科林·倫福儒，英國考古學家（1937年出生）

## 节假日和习俗
- 天主教：越南殉道聖人慶節
- 土耳其：教师节
- 刚果民主共和国（扎伊尔时期）：第二共和国日
- 印度：得格·巴哈都爾牺牲纪念日
- 印度（阿萨姆邦）：拉希特纪念日